# Västra Saggen
Västra Saggen är en sjö i Bollnäs kommun i Hälsingland och ingår i Testeboåns huvudavrinningsområde. Sjön är 16 meter djup, har en yta på 0,423 kvadratkilometer och befinner sig 318 meter över havet. Sjön avvattnas av vattendraget Saggån.

## Delavrinningsområde
Västra Saggen ingår i det delavrinningsområde (678064-151635) som SMHI kallar för Utloppet av Västra Saggen. Medelhöjden är 384 meter över havet och ytan är 7,87 kvadratkilometer. Räknas de 5 avrinningsområdena uppströms in blir den ackumulerade arean 23,09 kvadratkilometer. Saggån som avvattnar avrinningsområdet har biflödesordning 2, vilket innebär att vattnet flödar genom totalt 2 vattendrag innan det når havet efter 96 kilometer. Avrinningsområdet består mestadels av skog (88 procent). Avrinningsområdet har 0,42 kvadratkilometer vattenytor vilket ger det en sjöprocent på 5,4 procent.